# Yunyang (köpinghuvudort i Kina, Shaanxi, lat 34,64, long 108,81)
Yunyang (kinesiska: 云阳, 云阳镇) är en köpinghuvudort i Kina. Den ligger i provinsen Shaanxi, i den nordvästra delen av landet, omkring 42 kilometer norr om provinshuvudstaden Xi'an. Antalet invånare är 54 539. Befolkningen består av 27 431 kvinnor och 27 108 män. Barn under 15 år utgör 13,0 %, vuxna 15-64 år 78 %, och äldre över 65 år 7,0 %.
Runt Yunyang är det mycket tätbefolkat, med 1 266 invånare per kvadratkilometer. Närmaste större samhälle är Jinggan, 12,1 km söder om Yunyang. Trakten runt Yunyang består till största delen av jordbruksmark.
Genomsnittlig årsnederbörd är 619 millimeter. Den regnigaste månaden är september, med i genomsnitt 142 mm nederbörd, och den torraste är december, med 1 mm nederbörd.